# اوگونی، یاماگاتا
اوگونی، یاماگاتا (به لاتین: Oguni, Yamagata) یک منطقهٔ مسکونی در ژاپن است که در Nishiokitama District واقع شده‌است. اوگونی ۷۳۷٫۵۵ کیلومتر مربع مساحت و ۸٬۲۷۸ نفر جمعیت دارد.